# Dudleya stolonifera
Dudleya stolonifera är en fetbladsväxtart som beskrevs av Reid Venable Moran. Dudleya stolonifera ingår i släktet Dudleya och familjen fetbladsväxter. Inga underarter finns listade i Catalogue of Life.